# یواس‌اس جورج اف الیوت (ای‌پی-۱۰۵)
یواس‌اس جورج اف الیوت (ای‌پی-۱۰۵) (به انگلیسی: USS George F. Elliott (AP-105)) یک کشتی است که طول آن ۴۶۸ فوت ۱ اینچ (۱۴۲٫۷ متر) می‌باشد. این کشتی  در سال ۱۹۳۹ ساخته شد.